# Самерс (Монтана)
Самерс (англ. Somers) — переписна місцевість (CDP) в США, в окрузі Флетгед штату Монтана. Населення — 1049 осіб (2020).

## Географія
Самерс розташований за координатами 48°4′57″ пн. ш. 114°13′55″ зх. д. / 48.08250° пн. ш. 114.23194° зх. д. (48.082412, -114.231948).  За даними Бюро перепису населення США в 2010 році переписна місцевість мала площу 7,78 км², з яких 7,64 км² — суходіл та 0,14 км² — водойми.

## Демографія
Згідно з переписом 2010 року, у переписній місцевості мешкало 1109 осіб у 456 домогосподарствах у складі 305 родин. Густота населення становила 142 особи/км².  Було 609 помешкань (78/км²).
Расовий склад населення:
| - 95,6 % — білих - 0,7 % — азіатів - 0,5 % — чорних або афроамериканців - 0,3 % — вихідців з тихоокеанських островів - 0,3 % — корінних американців |

До двох чи більше рас належало 2,1 %. Частка іспаномовних становила 4,2 % від усіх жителів.
За віковим діапазоном населення розподілялося таким чином: 24,7 % — особи молодші 18 років, 58,8 % — особи у віці 18—64 років, 16,5 % — особи у віці 65 років та старші. Медіана віку мешканця становила 39,6 року. На 100 осіб жіночої статі у переписній місцевості припадало 105,8 чоловіків;  на 100 жінок у віці від 18 років та старших — 103,2 чоловіків також старших 18 років.
Середній дохід на одне домашнє господарство  становив 67 106 доларів США (медіана — 54 193), а середній дохід на одну сім'ю — 76 015 доларів (медіана — 54 635). За межею бідності перебувало 14,6 % осіб, у тому числі 18,2 % дітей у віці до 18 років та 0,0 % осіб у віці 65 років та старших.
Цивільне працевлаштоване населення становило 435 осіб. Основні галузі зайнятості: освіта, охорона здоров'я та соціальна допомога — 21,8 %, роздрібна торгівля — 20,0 %, будівництво — 16,8 %.